# Chelaethiops congicus
Chelaethiops congicus är en fiskart som först beskrevs av Nichols och Griscom, 1917.  Chelaethiops congicus ingår i släktet Chelaethiops och familjen karpfiskar. IUCN kategoriserar arten globalt som livskraftig. Inga underarter finns listade i Catalogue of Life.